# Cailee Spaeny
Cailee Spaeny, född 24 juli 1998 i Springfield, Missouri, är en amerikansk skådespelare.
Spaeny har bland annat medverkat i filmerna En kvinna bland män från 2018 och Pacific Rim: Uprising från samma år. Hon har även medverkat i TV-serien The First Lady från 2022. Hon spelar titelrollen Priscilla Presley i filmen Priscilla.

## Filmografi (i urval)
- 2018 – Pacific Rim: Uprising
- 2018 – Bad Times at the El Royale
- 2018 – En kvinna bland män
- 2018 – Vice
- 2020 – The Craft: Legacy
- 2021 – Mare of Easttown (TV-serie)
- 2022 – The First Lady (TV-serie)
- 2023 – Priscilla
- 2024 – Alien: Romulus
- 2024 – Civil War
- 2025 – Wake Up Dead Man: A Knives Out Mystery